# فرانشيسكو اغوتزولي
خطأ لوا في mw.text.lua على السطر 25: bad argument #1 to 'match' (string expected, got nil).
فرانشيسكو اغوتزولي (بالإيطالية: Francesco Aguzzoli)‏ لاعب كرة قدم ايطالي في مركز الدفاع، نال شهرته مع نادي مودينا الإيطالي.